# Neomorphasteridae
Neomorphasteridae är en familj av sjöstjärnor. Neomorphasteridae ingår i ordningen Forcipulatida, klassen sjöstjärnor, fylumet tagghudingar och riket djur. Enligt Catalogue of Life omfattar familjen Neomorphasteridae 3 arter. 
Kladogram enligt Catalogue of Life:
| Neomorphasteridae | \| \| Gastraster \| \| \| \| \| \| Neomorphaster \| \| \| \| |
|                   | \| \| Gastraster \| \| \| \| \| \| Neomorphaster \| \| \| \| |
|                   | trollsjöstjärnor                                             |
|                   |                                                              |
|                   | Heliasteridae                                                |
|                   |                                                              |
|                   | Labidiasteridae                                              |
|                   |                                                              |
|                   | Pedicellasteridae                                            |
|                   |                                                              |
|                   | Pycnopodiidae                                                |
|                   |                                                              |
|                   | Stichasteridae                                               |
|                   |                                                              |
|                   | Zoroasteridae                                                |
|                   |                                                              |
|                   | Gastraster                                                   |
|                   |                                                              |
|                   | Neomorphaster                                                |
|                   |                                                              |

|  | Gastraster    |
|  |               |
|  | Neomorphaster |
|  |               |